# Estación de Ferrocarril de Opa-Locka
La Opa-Locka Railroad Station  es una estación histórica ubicada en Opa-locka, Florida.  Opa-Locka Railroad Station se encuentra inscrito  en el Registro Nacional de Lugares Históricos desde el 25 de junio de 1987.  

## Ubicación
La Opa-Locka Railroad Station se encuentra dentro del condado de Miami-Dade en las coordenadas 25°54′01″N 80°15′12″O / 25.900278, -80.253333.